# کیم سو-هی (تکواندوکار)
کیم سو-هی (انگلیسی: Kim So-hee؛ متولد ۲۸ ژوئیه ۱۹۹۲) یک تکواندوکار اهل کره جنوبی است.
او در مسابقات قهرمانی تکواندو جهان ۲۰۱۳ در پوئبلا، با شکست دادن آنا-لنا فرومینگ در نیمه نهایی، و مایو هامادا در بازی نهایی، مدال طلا را در کلاس سبک‌وزن (پروزن) به دست آورد. در مسابقات قهرمانی تکواندو جهان ۲۰۱۷ در سبک‌وزن، پس از شکست در نیمه‌نهایی، در برابر روت گباگبی که نهایتاً برنده مدال طلا شد، مدال برنز دریافت کرد.